# Carrer del Col·legi (Figueres)
El carrer del Col·legi és una via urbana de la ciutat de Figueres (Alt Empordà) on hi ha alguns edificis que formen part de l'Inventari del Patrimoni Arquitectònic de Catalunya.

## Número 13
L'edifici situat al número 13 del carrer del Col·legi forma part de l'Inventari del Patrimoni Arquitectònic de Catalunya. Està en una cantonada, a prop de la plaça Triangular. És un edifici d'una sola planta amb una façana amb vuit obertures en arc de mig punt, tot i que han estat cegades. La façana que dona al carrer Col·legi té dues obertures en arcs de mig punt, tot i que s'hi van inscriure dues obertures rectangulars carreuades, amb la dovella clau més marcada. La porta d'accés a l'edifici és rectangular, amb carreus ben tallats, i amb una finestra a sobre en arc de mig punt. El permís d'obra de l'any 1865 menciona que és per construir una "casa-fàbrica de hilados y tejidos".

## Número 27

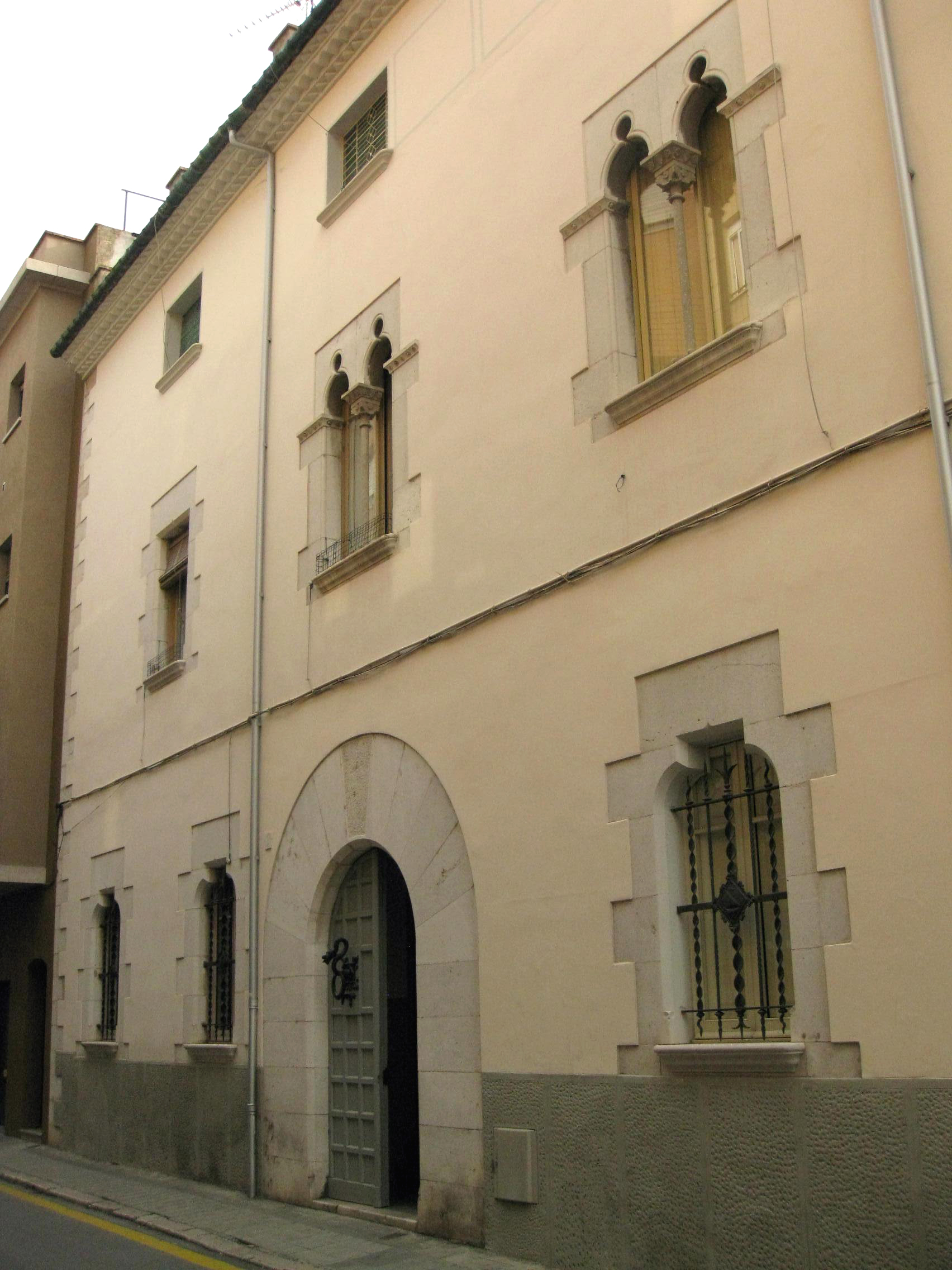
Número 27 del carrer del Col·legi

L'edifici situat al número 27 del carrer del Col·legi està protegit com a bé cultural d'interès local. És un edifici situat vora l'antic camí de Vilafant en un entorn residencial. Edifici cantoner de planta baixa, planta pis i golfes. La façana presenta arrebossat rústec pintat de gris al sòcol i arrebossat llis i pintat de blanc a la resta de l'edifici excepte al voltant de les obertures.
La façana del carrer del Col·legi presenta portal cegat amb permòdols, bastit amb carreus de pedra dintre del que s'ha obert una porta de mida menor. Al costat de la porta una petita finestra quadrangular d'arc a nivell. Al primer pis dues finestres rectangulars d'arc a nivell amb ampit amb motllura sobresortit. Al pis superior una petita finestra quadrangular d'arc a nivell amb ampit emmotllurat sense decoració. La façana del carrer Santa Llogaia presenta portal d'arc de mig punt, a banda i banda del qual hi ha dues finestres rectangulars amb permòdols, ampit emmotllurat i enreixades amb decoració d'escuts en la forja.
Al cos central del primer pis trobem dues finestres geminades d'arc trevolat amb columna i capitell al centre. A banda i banda d'aquestes presenta finestra amb la mateixa decoració que al pis inferior. Al pis golfes quatre petites finestres d'arc a nivell i ampit emmotllurat. Les dues façanes culminen amb ràfec amb decoració.